# Meet Dave
 Meet Dave és una pel·lícula estatunidenca dirigida per Brian Robbins el 2008. El film va ser coescrit per Bill Corbett (recordat per la seva participació en Mystery Science Theater 3000) i Rob Greenberg. El film va ser estrenat per la 20th Century Fox l'11 de juliol de 2008 als Estats Units.

## Argument
Per tal de salvar el seu Món, una tripulació d'extraterrestres minúsculs arriba a la Terra en una nau molt especial, que els permet passar (gairebé) inadvertits. Es tracta de la rèplica perfecta d'un home (que s'assembla al Capità de la Nau) del qual cada membre de la tripulació és responsable d'una part del cos.
Però assemblar-se a un ésser humà és una cosa - comportar-se com un ésser humà resulta ser molt més complicat.

## Repartiment
- Eddie Murphy: Dave Ming Cheng / El capità
- Elizabeth Banks: Gina Morrison
- Gabrielle Union: N° 3 –Oficial de la cultura
- Scott Caan: Oficial Dooley
- Ed Helms: N° 2 – 2n cap
- Kevin Hart: N° 17
- Mike O'Malley: Oficial Knox
- Pat Kilbane: N° 4 – Oficial de seguretat
- Judah Friedlander: Enginyer
- Marc Blucas: Mark Rhodes
- Jim Turner: Doctor
- Austyn Myers: Josh Morrison
- Adam Tomei: N° 35
- Brian Huskey: Tinent Right Arm
- Shawn Christian: Tinent Left Arm

## Rebuda i crítiques
Meet Dave va significar un veritable desastre financer per la 20th Century Fox i les crítiques cap a ella mai van ser del tot bones.
La pel·lícula va obtenir una majoria de comentaris negatius en el lloc web Rotten Tomatoes mostrant només 18 comentaris positius dels 92 comptabilitzats, per aconseguir una puntuació de "podrida" del 19%.
Es va estrenar l'11 de juliol de 2008 en 3.011 cinemes als Estats Units i Canadà i va recaptar uns 5.3 milions de dòlars, ocupant el setè lloc en la taquilla. El distribuïdor executiu de 20th Century Fox Bert Livingston va dir que els va costar 55 milions : "Va ser un concepte difícil de transmetre. És preocupant per tots nosaltres i per Eddie. Ell és molt graciós. Simplement no va venir suficient gent".
El resultat de la pel·lícula es va convertir en una broma de comediants, Jay Leno va dir que el títol de la pel·lícula seria  canviat per Meet Dave: a Blockbuster Inc insinuant que la pel·lícula hauria d'haver estat un llançament en lloguer per a DVD
La pel·lícula va recaptar només 11.803.254 dòlars en la taquilla domèstica. No obstant això, va obtenir millors resultats en altres parts del món.
 No obstant això, la pel·lícula segueix sense guanyar en el total sobre el seu pressupost.
Eddie Murphy es va saltar l'estrena de Meet Dave, perquè estava treballant en una nova pel·lícula, la comèdia de 2009 “A Thousand Words”. El guionista Bill Corbett també es va perdre l'estrena, que segons va dir es va deure als plans de la família, "no és un acte de protesta, per si mateixa”.